# 阿木牛河
阿木牛河，位于中华人民共和国内蒙古自治区东北部，是嫩江水系雅鲁河的右岸支流，发源于牙克石市博克图镇西南大兴安岭雅克山东麓，向东南流至坤尼气林场（隶属南木林业局）右纳坤尼气河后转东流，成为牙克石市和扎兰屯市的界河，至扎兰屯市南木鄂伦春民族乡西北汇入雅鲁河。河流全长87.5千米，流域面积1814平方千米，河道平均比降3.64‰，年均径流量3.06亿立方米。阿木牛河流经大兴安岭东麓的低山丘陵地带，两岸林木繁茂，设有坤尼气林场、三七林场、阿木牛林场等，下游有部分已开垦为农田。